# A Drunkard's Reformation
A Drunkard's Reformation er en amerikansk stumfilm fra 1909 af D. W. Griffith.

## Medvirkende
- Arthur V. Johnson som John Wharton
- Linda Arvidson som Mrs. John Wharton
- Adele DeGarde
- Charles Avery
- John R. Cumpson